# Bernhard Willers
Bernhard Hermann Friedrich Willers (* 9. Mai 1881 in Oldenburg; † 20. Februar 1941 ebenda) war ein deutscher Jurist und Politiker (DNVP und NSDAP).

## Leben und Beruf
Willers wurde als Sohn des Tapezierers Johann Christian August Willers und dessen Ehefrau Christine Wilhelmine Katharina geb. Krüger geboren. Nach dem Schulbesuch am Alten Gymnasium Oldenburg nahm er ein Studium der Rechtswissenschaft an den Universitäten Marburg und Berlin auf. Nach den beiden juristischen Staatsexamen, der Promotion zum Dr. jur. 1903 und dem juristischen Vorbereitungsdienst 1907 beendete er seine Ausbildung. Anschließend trat er in den oldenburgischen Justiz- und Verwaltungsdienst ein. Er war ab 1910 Regierungsassessor beim Amt Rüstringen, wurde 1919 Amtshauptmann in Jever und war ab 1920 in gleicher Funktion in Cloppenburg tätig. Dort setzte er sich besonders für den Ausbau des Straßennetzes und der Elektrizitätsversorgung ein, indem er den Elektrizitätsverband Cloppenburg gründete und auch den Vorsitz in dessen Aufsichtsrat übernahm.
Im Juni 1924 wechselte er als Ministerialrat und Vortragender Rat ins oldenburgische Innenministerium. 1932 wurde er Staatskommissar bei den staatlichen Finanzanstalten und gleichzeitig Amtshauptmann in der Stadt Oldenburg.

## Öffentliche Ämter
Willers amtierte nach der Umbildung der Beamtenregierung des oldenburgischen Ministerpräsidenten Eugen von Finckh als Kandidat der im Landesblock zusammengeschlossenen Deutschnationalen Volkspartei und der Deutschen Volkspartei vom 23. Juni 1925 bis zum 16. Juni 1932 als Staatsminister für Finanzen und Soziale Fürsorge in dessen Kabinett Finckh II. Diese Position behielt er auch unter dem nachfolgenden Ministerpräsidenten Friedrich Cassebohm (Kabinett Cassebohm) ab November 1930.
Willers Steuer- und Wirtschaftspolitik war im Sinne der bürgerlichen Parteien vom Fortschreiben der Kreditaufnahme und vom Verzicht auf Steuererhöhungen trotz des Millionendefizits im Haushalt gekennzeichnet. Da die fortschreitende Wirtschaftskrise keinen Spielraum zuließ, konnte ab 1930 von einer selbständigen Finanzpolitik des Freistaats keine Rede mehr sein. Die finanzielle Abhängigkeit der Länder vom Reich beschränkte Willers Tätigkeit auf die Durchführung der von der Reichsregierung verordneten Maßnahmen.
Nach dem Wahlsieg der Nationalsozialisten und der Bildung der Regierung unter dem neuen NS-Ministerpräsidenten Carl Röver im Juni 1932 trat Willers als einziger der bisherigen Minister nicht in den Ruhestand, sondern wurde zum Staatskommissar bei den staatlichen Finanzanstalten ernannt. Der Grund hierfür war, dass Willers, der erst im Juni 1932 der DNVP und im Mai 1933 der NSDAP beigetreten war, bei den neuen Machthabern als politisch rechts stehend eingestuft worden war. Im Oktober 1932 musste er den Posten allerdings wegen seiner Kritik an den unausgegorenen Kreditsaufnahmeplänen Rövers wieder räumen. Stattdessen übernahm im November 1933 kommissarisch, im Januar 1934 definitiv die Leitung der reorganisierten Landesbrandkasse, die er bis zu seinem Tode innehatte.

## Familie
Willers war verheiratet mit der aus Carolinensiel stammenden Else geb. Nordhoff (* 1888). Das Ehepaar hatte eine Tochter.